# Казанка (Асекеєвський район)
Каза́нка (рос. Казанка) — присілок у складі Асекеєвського району Оренбурзької області, Росія.

## Населення
Населення — 76 осіб (2010; 133 у 2002).
Національний склад (станом на 2002 рік):
- татари — 98 %